# Sutherland Peak
Der Sutherland Peak ist ein Berg im ostantarktischen Viktorialand. Er ist einer der drei Gipfel der Inland Forts und ragt 3 km nordnordwestlich des Round Mountain in der Asgard Range auf.
Das Advisory Committee on Antarctic Names benannte ihn 1976 nach Commander William P. Sutherland, Leiter der Abordnung der Unterstützungseinheiten der United States Navy auf der McMurdo-Station im antarktischen Winter 1974.